# 양양 이두형 가옥
양양 이두형 가옥(襄陽 李斗炯 家屋)은 대한민국 강원특별자치도 양양군 서면 서선리에 있는 건축물이다. 1985년 1월 17일 강원특별자치도의 유형문화재 제91호로 지정되었다.

## 개요
소나무 숲이 울창한 야산을 뒤로 하고 있는 이 집은 경주 이씨의 종가로 약 200년 전에 지어진 것으로 보인다. 강원도의 전형적인 온돌 중심의 겹집에 마루가 도입된 민가이다.
앞면 4칸·옆면 2칸의 본채를 기본으로, 왼쪽 앞으로 외양간을 1칸·뒷쪽으로 방과 창고를 1칸씩 덧붙여 T자 모양을 이루고 있다.
본채는 지붕 옆 모습이 여덟 팔(八)자 모양의 화려한 팔작지붕집으로, 오른쪽 3칸은 방을 겹쳐서 배치하였고 왼쪽 1칸은 부엌을 두었다. 부엌과 연결된 외양간의 윗부분을 수납공간으로 활용하며, 부엌과 연결된 방으로의 출입은 밖에서만 할 수 있도록 되어있다.
본채에 덧붙여 지은 집은 지붕 옆 모습이 사람 인(人)자 모양의 단순한 맞배지붕이다. 옆 마당에는 2칸의 부속건물이 있으며, 여자들이 주로 출입하는 작은 문이 옆쪽에 있다. 남쪽의 앞마당에 심으면 좋다는 대추나무가 2그루 있어 풍수지리에 대한 고려가 엿보인다.

## 참고 문헌
- 양양 이두형 가옥 - 국가유산청 국가유산포털